# Nueva Chevallier
Nueva Chevallier S.A. es una empresa de ómnibus de larga distancia de origen argentino. Fue fundada el 5 de junio de 1935 por el Ingeniero Chevallier Boutell bajo el nombre Transportes Automotores Chevallier. Luego de su quiebra, en mayo de 2000, fue adquirida por General Urquiza y el Grupo Flecha Bus, dando origen a la denominada Nueva Chevallier. Desde el año 2007, la gestión de la empresa está controlada mayoritariamente por el Grupo Flecha Bus.[cita requerida]
Inicialmente operó como conexión entre la Ciudad de Buenos Aires y los pueblos cercanos, pero luego fue ampliando su recorrido. La empresa también administra a la empresa de viajes y turismo Buen Viaje, y la empresa de cargas y encomiendas Bus Pack.

## Historia

### Inicios de la empresa

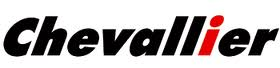
Logo actual de la empresa.

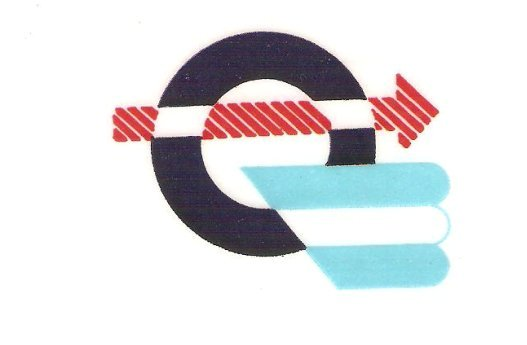
Logo presente en las unidades durante más de medio siglo.

La empresa nació el 5 de junio de 1935 como un emprendimiento familiar llevado adelante por el Ingeniero Chevallier Boutell. La familia Chevallier comenzó a unir con un único ómnibus los pueblos adonde el tren no llegaba, siendo las rutas su único nexo con la Ciudad de Buenos Aires.

### Micromar
Micromar Sociedad Anónima de Transporte (Micromar S.A.T.) es una empresa de transporte público de larga distancia que fue adquirida por Transportes Automotores Chevallier S.A. a mediados de la década de 1980. Los colores originales de esta compañía eran verde y amarillo, los cuales fueron reemplazados luego de la adquisición por el corte gris con alas rojas en los guardabarros, característico de Chevallier en esa época. Luego de la quiebra de Transportes Automotores Chevallier en 2000, Micromar fue vendida a la empresa Brown. A fines de 2011, el Grupo Flecha Bus adquirió a ambas empresas, retornando a Micromar los tradicionales colores verde y amarillo. Actualmente realiza servicios diarios a la costa atlántica.[cita requerida]

### Crisis de 1999 y constitución de Nueva Chevallier
En 1994, Transportes Automotores Chevallier pide su concurso preventivo, mientras que el 12 de abril de 1999 se presentó la quiebra a raíz de la atomización del grupo accionario (doscientas ochenta personas) habiendo acumulado un pasivo de 70 millones de pesos (de los cuales 50 millones correspondían a deudas fiscales), la fuerte rebaja en los pasajes y la desregularización del mercado, aunque sigue operando por orden judicial. Otro factor importante en el desarrollo de la crisis fue la fuerte competencia de otras compañías con cabecera en el interior del país, las cuales tenían costos operativos y de mano de obra inferiores a los de la Capital Federal.  [cita requerida]  Hubo varios intentos de salvamento de Transportes Chevallier que, finalmente, quedaron en la nada. Tal es el caso de Andreani que realizó una oferta firme de siete millones de pesos y preveía mantener en sus puestos de trabajo a unos setecientos empleados, de los aproximadamente mil cien que tenía en el momento de la quiebra, además la oferta de compra también contemplaba quedarse con unos ochenta ómnibus de los ciento ochenta que poseía Chevallier, así como hacerse cargo del taller de Barracas y de la terminal de pasajeros del barrio de Once equivaliendo en total a una inversión de cuarenta millones de pesos. Posteriormente, ese mismo año, los activos fueron adquiridos por dos accionistas: General Urquiza y el Grupo Flecha Bus dando origen a la denominada Nueva Chevallier. En 2007, Flechabus adquirió a su anterior socio y se adjudicó el control de la totalidad de la gestión de la empresa.[cita requerida]
Nueva Chevallier es el transporte oficial de la Selección Argentina de Básquet y lo fue, además, de la totalidad de las selecciones participantes del Torneo de las Américas realizado en Mar del Plata entre agosto y septiembre de 2011. Realiza el transporte oficial de la Selección Argentina de Fútbol.

### Actualidad
En la actualidad cuenta con una flota de casi trescientas unidades, su personal está conformado por más de 1300 empleados y el número de agencias en todo el territorio argentino supera las 300.[cita requerida]
Mensualmente supera los 3 millones de kilómetros recorridos y viajan en estos ómnibus más de 200.000 pasajeros en forma mensual.[cita requerida]

## Servicios
- El servicio Magic está operado por ómnibus de único piso con motor Scania K310 y carrocería Comil Campione. Cubre dos trayectos de media distancia: el comprendido entre Retiro a Baradero - San Pedro - Ramallo - San Nicolás - Rosario, y la línea Retiro - Pergamino.

- El servicio Semicama está operado en su mayoría por ómnibus doble piso de motor Mercedes-Benz O 500 con carrocería Metalsur Starbus DP y otros de motor Mercedes-Benz O 400RSD con carrocería Marcopolo Paradiso G6 1800DD.

- El servicio Ejecutivo está operado por ómnibus doble piso de motor Mercedes-Benz O 500 con carrocería Metalsur Starbus DP, por otros cuyo motor es Mercedes-Benz con carrocería Busscar Panorâmico DD y por unidades modelo 2012, que poseen motor Scania K420 IB con carrocería Marcopolo sexta generación. 
 Cubren trayectos de larga distancia, como por ejemplo los comprendidos entre Retiro - San Carlos de Bariloche, Mendoza o Salta y los interprovinciales, como el caso del servicio que une Rosario - Neuquén, entre otros.

- El servicio Mix está operado por ómnibus doble piso de motor Mercedes-Benz O 500 con carrocería Metalsur Starbus DP. Cubre trayectos de larga distancia, como por ejemplo los comprendidos entre Retiro - Bariloche.

- El servicio Suite Class está operado en su mayoría por ómnibus doble piso de motor Mercedes-Benz O 500 con carrocería Metalsur Starbus DP y por otros cuyo motor es Mercedes-Benz con carrocería Busscar Panorâmico DD. Cubren cuatro trayectos de larga distancia: Retiro a Santa Rosa - Mendoza - Mina Clavero y Río Cuarto.

### Buen Viaje
Buen Viaje es la empresa de viajes y turismo dependiente de Nueva Chevallier. Se especializa en productos turísticos basados en el transporte aéreo o terrestre, utilizando para esto último los servicios regulares de las unidades de la empresa. Fue reabierta en 2001.

### Bus Pack
Nueva Chevallier es la cabecera del grupo de empresas (conformado además por Flecha Bus, General Urquiza, Sierras de Córdoba, Empresa Argentina, Nuevo Expreso, Zenit, Cóndor-Estrella, Empresa San José y Rápido Tata) que trabajan con Bus Pack, que opera el gerenciamiento de un sistema operativo global sobre las áreas de cargas y encomiendas. Posee sesenta y cuatro sucursales, y más de trescientas sesenta agencias en Argentina.

### Egresados
San Carlos de Bariloche: La empresa se ha posicionado a lo largo de los años como sinónimo de exclusividad y servicios de alta calidad. independientemente de la gran demanda, la empresa mantiene una política de cupos limitados brindando atención personalizada a todos sus pasajeros. Cuenta con el hotel Arrayanes ubicado en pleno centro de la ciudad, el mismo es exclusivo de los pasajeros de la empresa como bien aclarado está en la sección  CONTACTOS de la página web oficial del hotel http://www.hotelarrayanes.com.ar/contacto.html# (enlace roto disponible en Internet Archive; véase el historial, la primera versión y la última).

## Destinos

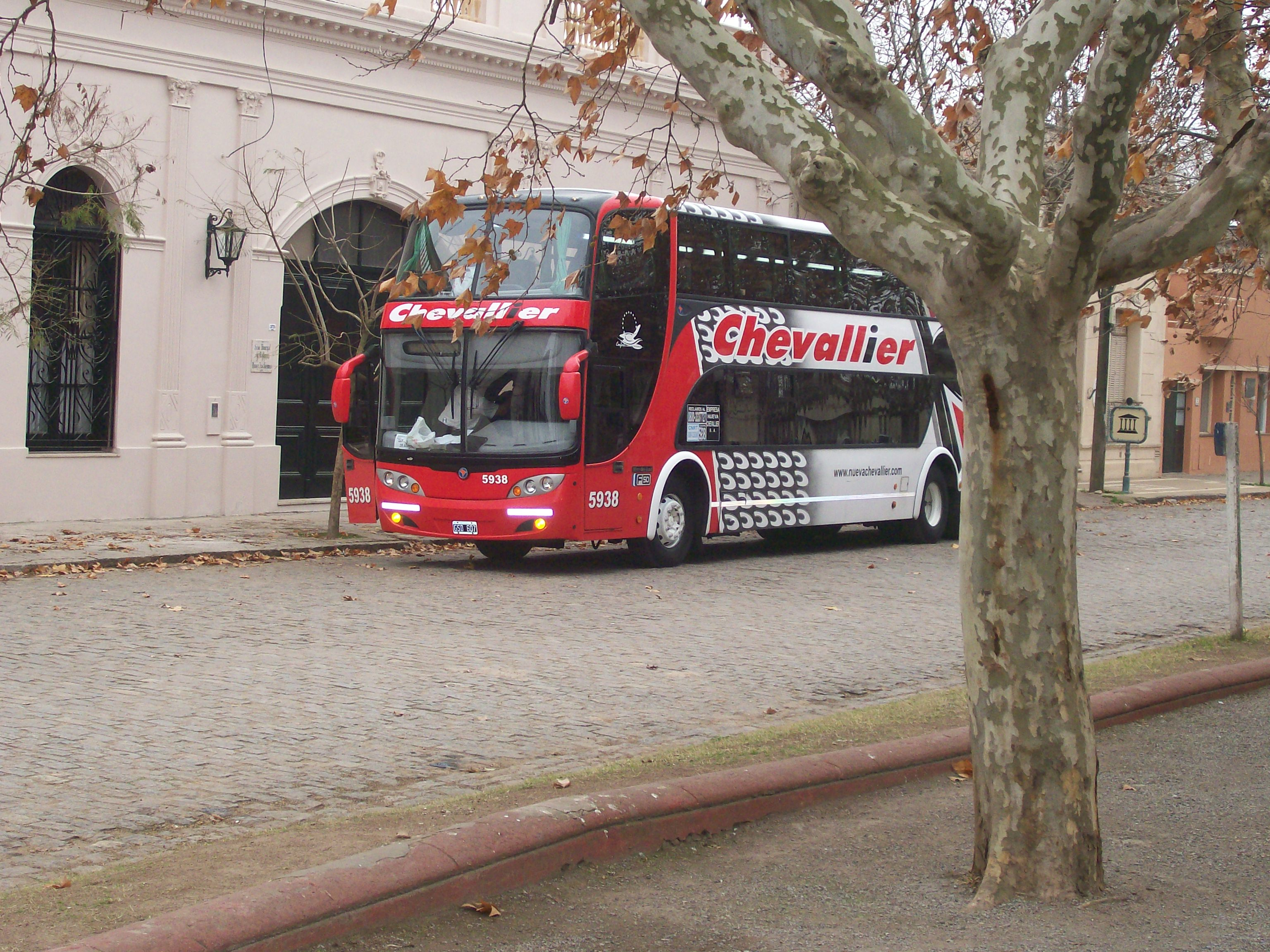
Micro de Chevallier

Realiza viajes diarios a todas las provincias argentinas, a excepción de Jujuy, Formosa, Misiones, Chubut, Santa Cruz y Tierra del Fuego. Las tres cabeceras de la empresa son Buenos Aires, Córdoba y Rosario.

### Principales por provincias
- Provincia de Buenos Aires: Pergamino, San Pedro, Nueve de Julio, Pehuajó, Trenque Lauquen, Carhué, Mar de Ajó, Mar del Plata,Capitán Sarmiento

- Provincia de Catamarca: San Fernando del Valle de Catamarca

- Provincia del Chaco: Resistencia, Barranqueras

- Provincia de Córdoba: Córdoba, Ciudad de Río Cuarto, Villa Carlos Paz, La Falda, Mina Clavero, Cosquín, Alta Gracia, Villa General Belgrano, Embalse (Córdoba)

- Provincia de Corrientes: Ciudad de Corrientes, Bella Vista, Goya, Esquina

- Provincia de La Pampa: Ingeniero Luiggi, Santa Rosa, General Pico, Eduardo Castex, Telén

- Provincia de La Rioja: Ciudad de La Rioja, Chamical

- Provincia de Mendoza: Ciudad de Mendoza, San Rafael

- Provincia del Neuquén: Ciudad de Neuquén, Zapala, Cutral Có, Piedra del Águila, San Martín de los Andes, Junín de los Andes

- Provincia de Río Negro: Cipolletti, Allen, General Roca

- Provincia de Salta: Ciudad de Salta, Rosario de la Frontera

- Provincia de San Juan: Ciudad de San Juan, Caucete

- Provincia de San Luis: Merlo, Ciudad de San Luis, Villa Mercedes

- Provincia de Santa Fe: Ceres, Ciudad de Rosario, Venado Tuerto, Rafaela

- Provincia de Santiago del Estero: Termas de Río Hondo, Ciudad de Santiago del Estero, La Banda

- Provincia de Tucumán: San Miguel de Tucumán, Ciudad Alberdi, Concepción, Simoca.

## Siniestros relevantes
- Septiembre de 1996: choque frontal con un camión. Murieron ocho personas, tres de ellas carbonizadas.[9]

- Febrero de 2003: choque frontal contra un puente en la Ruta 12, sobre el Arroyo Feliciano, a 15 km al sudesde de Santa Elena (Entre Ríos). El ómnibus se dirigía de Resistencia (Chaco) a Buenos Aires con 48 personas a bordo. El saldo del siniestro fue de tres muertos y 30 heridos.[10]

- Septiembre de 2003: choque frontal con un ómnibus de la Empresa TAC en Colón, Buenos Aires. Quince personas resultaron con heridas mortales y más de 20 con heridas de diversa consideración.[11]

- Junio de 2006: choque frontal con un camión en la Ruta 34 (altura Cañada Rosquín). El saldo fue de siete personas fallecidas.[12]

- Julio de 2007: choque en cadena protagonizado por 25 vehículos en la Autopista Buenos Aires-Rosario (altura Arroyo Seco). El saldo fue de cuatro muertos (una pasajera, el conductor de la unidad, un camionero y un conductor de un rodado particular) y 50 heridos. Se atribuyeron las causas a una combinación entre la niebla y el humo de una fábrica de ladrillos cercana a la autopista.[13]

- Julio de 2008: colisión frontal al ser embestido por un automóvil particular. Sucedió en la Ruta 8, en la localidad de Arias, Provincia de Córdoba. Como resultado del siniestro fallecieron seis personas (cinco pertenecientes al rodado particular e integrantes de la misma familia y el conductor del ómnibus) y 16 resultaron heridas.[14]